# Canton de Troyes-4
Le canton de Troyes-4 est une circonscription électorale française située dans le département de l'Aube et la région Grand Est.
À la suite du redécoupage cantonal de 2014, les limites territoriales du canton sont remaniées.

## Histoire
Le canton de Troyes-4 a été créé en 1973.
Un nouveau découpage territorial de l'Aube entre en vigueur à l'occasion des élections départementales de mars 2015, défini par le décret du 21 février 2014, en application des lois du 17 mai 2013 (loi organique 2013-402 et loi 2013-403). Les conseillers départementaux sont, à compter de ces élections, élus au scrutin majoritaire binominal mixte. Les électeurs de chaque canton élisent au Conseil départemental, nouvelle appellation du Conseil général, deux membres de sexe différent, qui se présentent en binôme de candidats. Les conseillers départementaux sont élus pour six ans au scrutin binominal majoritaire à deux tours, l'accès au second tour nécessitant 12,5 % des inscrits au premier tour. En outre la totalité des conseillers départementaux est renouvelée. Ce nouveau mode de scrutin nécessite un redécoupage des cantons dont le nombre est divisé par deux avec arrondi à l'unité impaire supérieure si ce nombre n'est pas entier impair, assorti de conditions de seuils minimaux. Dans l'Aube, le nombre de cantons passe ainsi de 33 à 17.
Le nouveau canton de Troyes-4 est entièrement inclus dans l'arrondissement de Troyes. Le bureau centralisateur est situé à Troyes.

## Géographie
Ce canton est organisé autour de Troyes dans l'arrondissement de Troyes. 

## Représentation

### Conseillers généraux de 1973 à 2015
| Période | Période | Identité        | Étiquette           | Qualité |
| ------- | ------- | --------------- | ------------------- | --- |
| 1973    | 1988    | Yves Prédiéri   | PS puis UDF-Radical | Architecte Maire de La Chapelle-Saint-Luc (1977-1983)                                                          |
| 1988    | 1994    | René Le Goas    | PS                  | Professeur Conseiller municipal de Troyes, secrétaire fédéral du PS                                            |
| 1994    | 2015    | Danièle Boeglin | DVD                 | Retraitée de l'enseignement Conseillère municipale de La Chapelle-Saint-Luc Vice-Présidente du Conseil Général |

### Conseillers départementaux depuis 2015
| Période élective | Période élective | Mandat | Mandat   | Identité           | Nuance | Nuance | Qualité                                                                                           |
| ---------------- | ---------------- | ------ | -------- | ------------------ | ------ | ------ | ------------------------------------------------------------------------------------------------- |
| 2015             | 2021             | 2015   | 2021     | Catherine Brégeaut |        | UDI    | Professeure d'université, Saint-Julien-les-Villas Vice-Présidente du Mouvement Européen de l'Aube |
| 2015             | 2021             | 2015   | 2021     | Marc Bret          |        | DVG    | Cadre du secteur public, maire-adjoint de Troyes                                                  |
| 2021             | 2028             | 2021   | en cours | Catherine Bregeaut |        | LREM   | Conseillère sortante                                                                              |
| 2021             | 2028             | 2021   | en cours | Marc Bret          |        | DVG    | Conseiller sortant                                                                                |

### Résultats détaillés

#### Élections de mars 2015
À l'issue du premier tour des élections départementales de 2015, deux binômes sont en ballottage : Catherine Bregeaut et Marc Bret (DVG, 32,99 %) et Élisabeth Courtin et Michel Jolly (FN, 28,91 %). Le taux de participation est de 48,39 % (6 482 votants sur 13 394 inscrits) contre 50,14 % au niveau départemental et 50,17 % au niveau national.
Au second tour, Catherine Bregeaut et Marc Bret (DVG) sont élus avec 66,16 % des suffrages exprimés et un taux de participation de 48,95 % (4 043 voix pour 6 556 votants et 13 394 inscrits).

#### Élections de juin 2021
Le premier tour des élections départementales de 2021 est marqué par un très faible taux de participation (33,26 % au niveau national). Dans le canton de Troyes-4, ce taux de participation est de 27,87 % (3 753 votants sur 13 467 inscrits) contre 32,18 % au niveau départemental. À l'issue de ce premier tour, deux binômes sont en ballottage : Catherine Bregeaut et Marc Bret (Union au centre et à gauche, 51,36 %) et Raphaël Fontaine et Lydie Mouginot (RN, 26,99 %).
Le second tour des élections est marqué une nouvelle fois par une abstention massive équivalente au premier tour. Les taux de participation sont de 34,3 % au niveau national, 32,31 % dans le département et 28,98 % dans le canton de Troyes-4. Catherine Bregeaut et Marc Bret (Union au centre et à gauche) sont élus avec 70,81 % des suffrages exprimés (2 567 voix pour 3 900 votants et 13 459 inscrits),,. 

## Composition

### Composition avant 2015

Situation du canton de Troyes-4 dans le département de l'Aube avant 2015.

Le canton de Troyes-4 se composait de sept communes dont deux fraction cantonales :
- Barberey-Saint-Sulpice
- La Chapelle-Saint-Luc (fraction)
- Le Pavillon-Sainte-Julie
- Payns
- Saint-Lyé
- Troyes (fraction)
- Villeloup

### Composition à partir de 2015
| Nom                            | Code Insee | Intercommunalité              | Superficie (km2) | Population (dernière pop. légale)               | Densité (hab./km2) | Modifier                                    |
| ------------------------------ | ---------- | ----------------------------- | ---------------- | ----------------------------------------------- | ------------------ | ------------------------------------------- |
| Troyes (bureau centralisateur) | 10387      | CA Troyes Champagne Métropole | 13,20            | Fraction : 6 963 (2022) Commune : 62 443 (2022) | 4 731              | modifier les données · modifier les données |
| Pont-Sainte-Marie              | 10297      | CA Troyes Champagne Métropole | 3,99             | 5 202 (2022)                                    | 1 304              | modifier les données · modifier les données |
| Saint-Julien-les-Villas        | 10343      | CA Troyes Champagne Métropole | 5,26             | 6 752 (2022)                                    | 1 284              | modifier les données · modifier les données |
| Saint-Parres-aux-Tertres       | 10357      | CA Troyes Champagne Métropole | 11,82            | 3 214 (2022)                                    | 272                | modifier les données · modifier les données |
| Canton de Troyes-4             | 1015       |                               |                  | 22 131 (2022)                                   |                    | modifier les données                        |

Le nouveau canton de Troyes-4 comprend :
1. Trois communes entières,
2. La partie de la commune de Troyes située au sud et à l'est d'une ligne définie par l'axe des voies et limites suivantes : depuis la limite territoriale de la commune de Saint-Parres-aux-Tertres, rue Héloïse-et-Abélard, boulevard Georges-Pompidou, rue de Chesterfield, rue Nicolas-Cordonnier, rue de la Becquerie, rue Paul-Cambon, rue Philippe-de-Champaigne, rue de la Lune, rue de Gournay, impasse du Voyer, rue du Voyer, boulevard Henri-Barbusse, quai Saint-Dominique, mail des Charmilles, cours de la Seine, chaussée du Vouldy, jusqu'à la limite territoriale de la commune de Saint-Julien-les-Villas.

## Démographie

### Démographie avant 2015
| 1975 | 1982 | 1990   | 1999   | 2006   | 2011   | 2012   |
| ---- | ---- | ------ | ------ | ------ | ------ | ------ |
| -    | -    | 12 527 | 11 663 | 16 856 | 17 581 | 17 920 |

### Démographie depuis 2015
En 2022, le canton comptait 22 131 habitants, en évolution de +2,38 % par rapport à 2016 (Aube : +0,7 %, France hors Mayotte : +2,11 %).
| 2013   | 2018   | 2022   |
| ------ | ------ | ------ |
| 21 356 | 21 588 | 22 131 |